# Дружнє (Зеленоградський район)
Дружнє (рос. Дружное, нім. Mednicken) — селище Зеленоградського району, Калінінградської області Росії. Входить до складу Переславського сільського поселення.
Населення — 138 осіб (2015 рік).

## Населення
| 2002 | 2010 |
| ---- | ---- |
| 155  | ↘138 |